# Problepsis superans
Problepsis superans är en fjärilsart som beskrevs av Butler 1885. Problepsis superans ingår i släktet Problepsis och familjen mätare. Inga underarter finns listade i Catalogue of Life.